# Arkansas Inland Maritime Museum
L'Arkansas Inland Maritime Museum est un musée maritime situé au 120 Riverfront Park Drive à North Little Rock en Arkansas qui a ouvert ses portes le 15 mai 2005. Le musée comprend des objets du croiseur lance-missiles à propulsion nucléaire USS Arkansas, y compris la cloche et l'ancre du navire, qui sont exposés au public.
Le musée possède des navires qui sont des témoins essentiels pour les États-Unis pendant la Seconde Guerre mondiale, avec le Hoga depuis le début de la guerre à Pearl Harbor, aux côtés du Razorback qui était présent dans la baie de Tokyo lors de la capitulation du Japon.
- L'exposition principale du musée est l'USS Razorback, un sous-marin de la classe Balao, qui a servi pendant la Seconde Guerre mondiale (mis en service en 1944), puis a servi pendant les guerres de Corée, du Vietnam et la guerre froide. Le sous-marin a finalement été transféré à la marine turque (servant sous le nom de TCG Muratreis jusqu'en 2001) avant de retourner aux États-Unis pour devenir un navire musée. C'est sans doute le sous-marin le plus ancien au monde avec 57 ans de service actif (Taïwan possède deux sous-marins de la Seconde Guerre mondiale qui sont en service continu depuis 1945 et 1946 pour la première fois avec l'United States Navy puis la marine de la République de Chine, qui sont ROCS Hai Shih et ROCS Hai Pao). Le musée propose des visites de l'USS Razorback [2].
- USS Hoga, un remorqueur portuaire de l'US Navy, qui a survécu et répondu à l'attaque de Pearl Harbor, a été acquis par le musée le 28 novembre 2015[3].
- Le musée présente des expositions sur les navires suivants : le sous marin USS Razorback (SS-394), le remorqueur USS Hoga (YT-146) , le cuirassé USS Arkansas , et le croiseur lance- missiles USS Arkansas. Le musée possède également une collection de l'Arkansas River Historical Society présentant l'histoire de la rivière Arkansas.

## Galerie

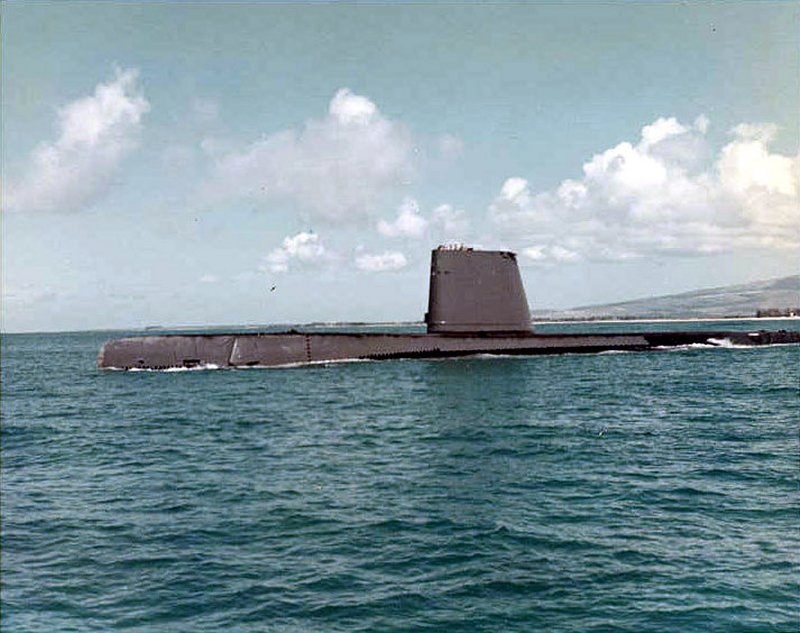
USS Razorback
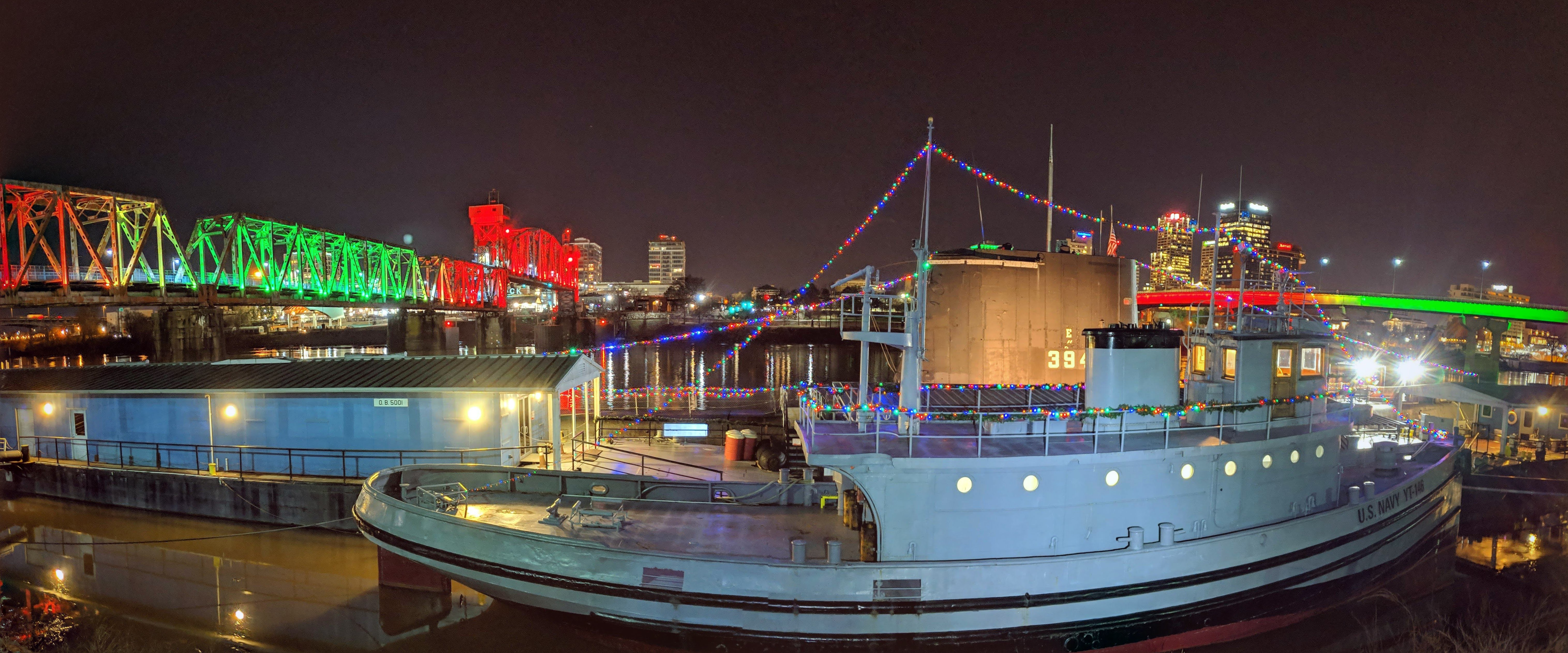
USS Hoga